# Каруэби

Каруэби на карте штата.

Каруэби (порт. Caroebe)  —  муниципалитет в Бразилии, входит в штат Рорайма. Составная часть мезорегиона Юг штата Рорайма. Входит в экономико-статистический  микрорегион Судести-ди-Рорайма. Население составляет 8 114 человек на 2010 год. Занимает площадь 12 065,902 км². Плотность населения — 0,67 чел./км².

## История
Город основан в 1997 году.

## Границы
Муниципалитет граничит:
- на северо-востоке —  Гайана
- на востоке —  штат Пара
- на юге —  штат Амазонас
- на западе —  муниципалитет Сан-Жуан-да-Бализа
- на северо-западе —  муниципалитет Каракараи

## Демография
Согласно сведениям, собранным в ходе переписи 2010 г. Национальным институтом географии и статистики (IBGE), население муниципалитета составляет:
| Полное население                               | Полное население                               | Полное население                               | Полное население                               | 8 114 |
| ---------------------------------------------- | ---------------------------------------------- | ---------------------------------------------- | ---------------------------------------------- | ----- |
| в том числе:                                   | Городское население                            | 3 324                                          | Процент городского населения, %                | 40,97 |
|                                                | Сельское население                             | 4 790                                          | Процент сельского населения, %                 | 59,03 |
|                                                | Мужское население                              | 4 309                                          | Процент мужского населения, %                  | 53,11 |
|                                                | Женское население                              | 3 805                                          | Процент женского населения, %                  | 46,89 |
| Плотность населения, чел/км²                   | Плотность населения, чел/км²                   | Плотность населения, чел/км²                   | Плотность населения, чел/км²                   | 0,67  |
| Население муниципалитета в % к населению штата | Население муниципалитета в % к населению штата | Население муниципалитета в % к населению штата | Население муниципалитета в % к населению штата | 1,80  |

По данным оценки 2015 года население муниципалитета составляет 9 165 жителей.

## Важнейшие населенные пункты
| № | Населённый пункт | Населённый пункт (порт.) | Категория | Население чел. (2010) (место среди н.п. штата) | На карте                       |
| - | ---------------- | ------------------------ | --------- | ---------------------------------------------- | ------------------------------ |
| 1 | Кароэби          | Caroebe                  | город     | 3 324 (11)                                     | 0°52′48″ с. ш. 59°41′49″ з. д. |
| 2 | Энтри-Риус       | Entre Rios               | поселок   | 1 144 (17)                                     | 0°48′15″ с. ш. 59°25′47″ з. д. |

## Статистика
- Валовой внутренний продукт на 2004 составляет 23.433.000,00 реалов (данные: Бразильский институт географии и статистики).
- Валовой внутренний продукт на душу населения на 2004 составляет 4.010,00 реалов (данные: Бразильский институт географии и статистики).
- Индекс развития человеческого потенциала на 2000 составляет 0,661 (данные: Программа развития ООН).

## География
Климат местности: экваториальный.